# سنديان متسلق
السنديان المتسلق، (الاسم العلمي: Quercus pumila)، هو نوع من أنواع النبات من جنس السنديان، يتبع الفصيلة الزانية، موطنه الأصلي جنوب شرق الولايات المتحدة، ألاباما، فلوريدا، جورجيا، وكارولينا.

## الوصف
هي شجيرة متساقطة الأوراق، اللحاء رمادي أو بني غامق. يصل طول الأوراق إلى 10سم، بدون فصوص، خالية من الشعر على السطح العلوي، وعادة ما يكون الجانب السفلي مغطى بطبقة سميكة بنية.